# Samantha (telenovela)
Samantha es una telenovela venezolana producida y emitida por Venevisión en 1998. 
Protagonizada por Alicia Machado y Alejandro Martínez, y con las participaciones antagónicas de Daniel Alvarado, Nohely Arteaga y Milena Santander. Cuenta con las actuaciones estelares de Gustavo Rodríguez, Eva Blanco, Martín Lantigua y Martha Olivo.

## Sinopsis
El amor le cae a Samantha del Llano, una linda campesina de espíritu libre, que vive y trabaja en la hacienda del potentado Valdemar Rincón. Un día, mientras recorre el campo en busca de su caballo, Samantha ve a una avioneta estrellarse en una maleza cercana. Corre inmediatamente al lugar del accidente, y allí encuentra a Luis Alberto Aranguren, malherido pero semiconsciente. Ella ni se lo imagina aún, pero este apuesto millonario capitalino será su gran amor. 
Con el impacto del choque, Luis Alberto ha sufrido una amnesia temporal que le impide revelarles a Samantha y a los Rincón su verdadera identidad. Ellos lo confunden con el piloto del avión; creen que es un simple empleado de la poderosa Corporación Aranguren, sin sospechar que, en realidad, es su riquísimo dueño. A Samantha le importa poco su identidad. Ella es una muchacha dulce y sencilla, sin grandes pretensiones, y sólo le interesa cuidar de este misterioso extraño que le inspira tanta ternura. Durante las semanas siguientes, un mágico amor va naciendo entre Luis Alberto y Samantha, dos seres que no saben nada el uno del otro, pero que simplemente obedecen a sus corazones. 
Sin embargo, a su regreso a la capital, Luis Alberto recobra la memoria y, subconscientemente, bloquea todo recuerdo de lo sucedido después del accidente...incluyendo a la ilusionada Samantha. Él vuelve a su casa y descubre que su esposa, gravemente enferma durante cinco años, ha fallecido. Todos creen que murió a consecuencia de su enfermedad, pero lo cierto es que fue asesinada por su mejor amiga, Betzaida, quien está secretamente enamorada de Luis Alberto y decide conquistarlo a toda costa. Otra mujer tratará de hacer lo mismo: Raíza, la hija de Valdemar Rincón, una joven universitaria malcriada y egoísta, que puso sus ojos en Luis Alberto cuando supo de su fortuna y posición social. 
Un día, estando con Raíza, Luis Alberto recuerda de golpe a Samantha: su suave piel, su radiante sonrisa, su gran ternura. Una profunda emoción lo sobrecoge, y al darse cuenta de lo que dejó atrás, enseguida sale a buscarla. Pocos días después, se casan en una íntima ceremonia de pueblo. Pero al regresar a Caracas, Samantha debe enfrentarse a tres enemigas temibles: Betzaida, Raíza y Anabela, la hija adolescente de Luis Alberto, quien se siente traicionada por el nuevo matrimonio de su padre, realizado tan pronto después de haber quedado viudo. Valiéndose de intrigas y mentiras, estas tres mujeres lograrán separar a Samantha y Luis Alberto... y ambos tendrán que pasar por muchas pruebas difíciles antes de poder volver a compartir ese inmenso amor que nació tan inocentemente y seguirá vivo por siempre.

## Reparto
- Alicia Machado es Samantha Del Llano de Aranguren.
- Alejandro Martínez es Luis Alberto Aranguren Luján.
- Nohely Arteaga es Raiza Rincón Luzardo.
- Vicente Tepedino es Salvador Hidalgo.
- Milena Santander es Betzaida Martínez.
- Jonathan Montenegro es Alexander Hernández.
- Daniel Alvarado es Arcadio 'Maute' Guanipa.
- Martín Lantigua es Lorenzo Del Llano.
- Gustavo Rodríguez es Valdemar Rincón.
- Elizabeth Morales es Elena de Aranguren.
- Eva Blanco es Alba Luján de Aranguren.
- Haydée Balza es Lavinia Luzardo
- Martha Olivo es Teodora Torrealba.
- Judith Vásquez es Gertrudis.
- Olga Henríquez es Vestalia Luzardo.
- Jenny Noguera es Macarena.
- Francisco Ferrari es Dr. Arturo Hidalgo
- Julio Capote es Rosendo.
- Antonio Machuca es Jack Black
- Karl Hoffman es Ramón Demetrio Calzadilla.
- Carlos Omaña es  Comisario Pantoja.
- Mauricio Rentería es Tirzo Guevara.
- Jorge Aravena es Rodolfo Villalobos.
- Carlos Arreaza es Samuel Casanova.
- Janín Barboza es Cristina.
- Daniela Bascopé es Anabela Aranguren
- Vangie Labalán es Blanca.
- Martha Carbillo es Madre superiora Alexandrina.
- Katerine Castro es Rina.
- Aitor Gaviria es Pascual Martínez.
- Elaiza Gil es Chicharra.
- Mauricio González es Padre Lino.
- Carolina Groppuso es Yusmeri.
- Ana Martínez es Querubina.
- Ana Massimo es Laura Del Llano.
- José Luis Zuleta es Jorge.
- Patricia Oliveros es Sarita.
- Winda Pierralt es Joanna.
- Manuel Bastos es Edmundo.
- Sonia Villamizar es Déborah Marcano Rodríguez.
- José Luis Zuleta es Jorge.
- Patricia Noguera es Virginia.
- Lucila D Avanzo  es Clemencia.
- Verónica Doza  es Neira.
- Guillermo Ferrán  Juez.
- Patricia Toffoli es Damaris.

## Premios y nominaciones

### Premios Ace1999
| Categoría                | Nominado(a)    | Resultado |
| ------------------------ | -------------- | --------- |
| Mejor revelación del año | Alicia Machado | Ganadora  |

## Parodias
- Semontha parodia de Cheverisimo
- Separa (parodia) parodia de XHGC Fabrica de Comedias